# Haemagogus argyromeris
Haemagogus argyromeris är en tvåvingeart som beskrevs av Dyar och Frank Ludlow 1921. Haemagogus argyromeris ingår i släktet Haemagogus och familjen stickmyggor.
Artens utbredningsområde är Panama. Inga underarter finns listade i Catalogue of Life.